# Just My Luck
Just my luck är en amerikansk komedifilm från 2006.

## Handling
Unga Ashley har alltid tur medan Jake alltid har otur. När de två träffas på en maskerad och kysser varandra byter lyckan plats. Jakes band får skivkontrakt och spelningar medan Ashley förlorar jobbet. Nu måste hon hitta den mystiske mannen hon kysste. För att komma in på maskeraden går Jake in bakvägen, där han blir uppfattad som en dansare...Dagen efter förstår Ashley att han har tagit hennes tur. Hon och hennes väninnor börjar leta bland dem som dansade på maskeraden, men eftersom han inte står med på listan blir det uppdraget inte så lätt....

## Skådespelare
- Lindsay Lohan - Ashley Albright
- Chris Pine - Jake Hardin
- Samaire Armstrong - Maggie
- Carlos Ponce - Antonio
- Tovah Feldshuh - Madame Z
- Antonino Camaj - Michael
- Bree Turner - Dana
- Faizon Love - Phillips
- Missi Pyle - Peggy
- Tom Fletcher - Medlem i McFly
- Danny Jones - Medlem i McFly
- Harry Judd - Medlem i McFly
- Dougie Poynter - Medlem i McFly